# Чёрные кошачьи акулы
Чёрные кошачьи акулы (лат. Apristurus) — один из родов семейства кошачьих акул (Scyliorhinidae).
У этих акул вытянутая голова, крупные ноздри, обрамлённые внешними кожными складками. Губные борозды, расположенные в углах рта, очень короткие. Маленькие спинные плавники сдвинуты назад, шипы у основания отсутствуют. Первый спинной плавник одинакового размера или немного меньше второго.  Анальный плавник очень длинный, от хвостового плавника его отделает лишь небольшая выемка. Хвостовой плавник асимметричен, нижняя лопасть развита слабо. Окраска ровная. 
Тело чёрных кошачьих акул имеет характерную форму и напоминает головастика. Оно очень мягкое и дряблое. Кожа тонкая. Хвост короткий, длина от клоаки до основания нижней хвостовой лопасти составляет 2/5—3/5 расстояния от кончика рыла до клоаки. Клиновидная голова сильно сплюснута, широкое рыло вытянуто и покрыто крупными порами.  Глаза расположены дорсолатерально, позади имеются брызгальца. Расстояние от брызгалец до 5-й жаберной щели составляет менее 1/2 длины головы.   
Название рода происходит от приставки греч. ἀ — «без» и слов греч.  πριόνι — «пила» и греч. οὐρά «хвост».

## Виды
- Apristurus albisoma
- Apristurus ampliceps
- Apristurus aphyodes
- Apristurus australis
- Apristurus brunneus — Коричневая кошачья акула
- Apristurus bucephalus
- Apristurus canutus — Антильская чёрная кошачья акула
- Apristurus exsanguis
- Apristurus fedorovi
- Apristurus garricki
- Apristurus gibbosus
- Apristurus herklotsi — Филиппинская чёрная кошачья акула
- Apristurus indicus — Индийская чёрная кошачья акула
- Apristurus internatus
- Apristurus investigatoris
- Apristurus japonicus — Японская чёрная кошачья акула
- Apristurus kampae — Калифорнийская чёрная кошачья акула
- Apristurus laurussonii — Исландская чёрная кошачья акула
- Apristurus longicephalus — Большеголовая чёрная кошачья акула
- Apristurus macrorhynchus — Длиннорылая чёрная кошачья акула
- Apristurus macrostomus
- Apristurus manis — Призрачная чёрная кошачья акула
- Apristurus melanoasper
- Apristurus microps — Малоглазая чёрная кошачья акула
- Apristurus micropterygeus
- Apristurus nakayai
- Apristurus nasutus — Носатая чёрная кошачья акула
- Apristurus parvipinnis — Короткоплавниковая чёрная кошачья акула
- Apristurus pinguis
- Apristurus platyrhynchus — Плоскоголовая чёрная кошачья акула
- Apristurus profundorum — Горбатая акула, или Глубоководная кошачья акула
- Apristurus riveri — Кубинская чёрная кошачья акула
- Apristurus saldanha — Южноафриканская чёрная кошачья акула
- Apristurus sibogae — Макассарская чёрная кошачья акула
- Apristurus sinensis — Китайская чёрная кошачья акула
- Apristurus spongiceps — Губчатая чёрная кошачья акула
- Apristurus stenseni — Панамская чёрная кошачья акула